# Cadena de muntatge (pel·lícula)
 Cadena de muntatge  (Blue Collar) és una pel·lícula estatunidenca dirigida per Paul Schrader, estrenada el 1978. Aquesta pel·lícula ha estat doblada al català.

## Argument
Fent una crítica tant de les pràctiques sindicalistes i un examen de la vida de la classe treballadora a Rust Belt, la pel·lícula tracta d'un trio de treballadors de l'automòbil de Detroit: Zeke Brown (Pryor), Jerry Bartowski (Keitel), i Smokey James (Kotto).

## Repartiment
- Richard Pryor: Zeke Brown
- Harvey Keitel: Jerry Bartowski
- Yaphet Kotto: Smokey James
- Ed Begley Jr.: Bobby Joe
- George Memmoli: Jenkins
- Lucy Saroyan: Arlene Bartowski
- Lane Smith: Clarence Hill, Union Steward
- Cliff De Young: John Burrows
- Tracey Walter: Union Member